# Gijzeling in de Franse ambassade in Den Haag

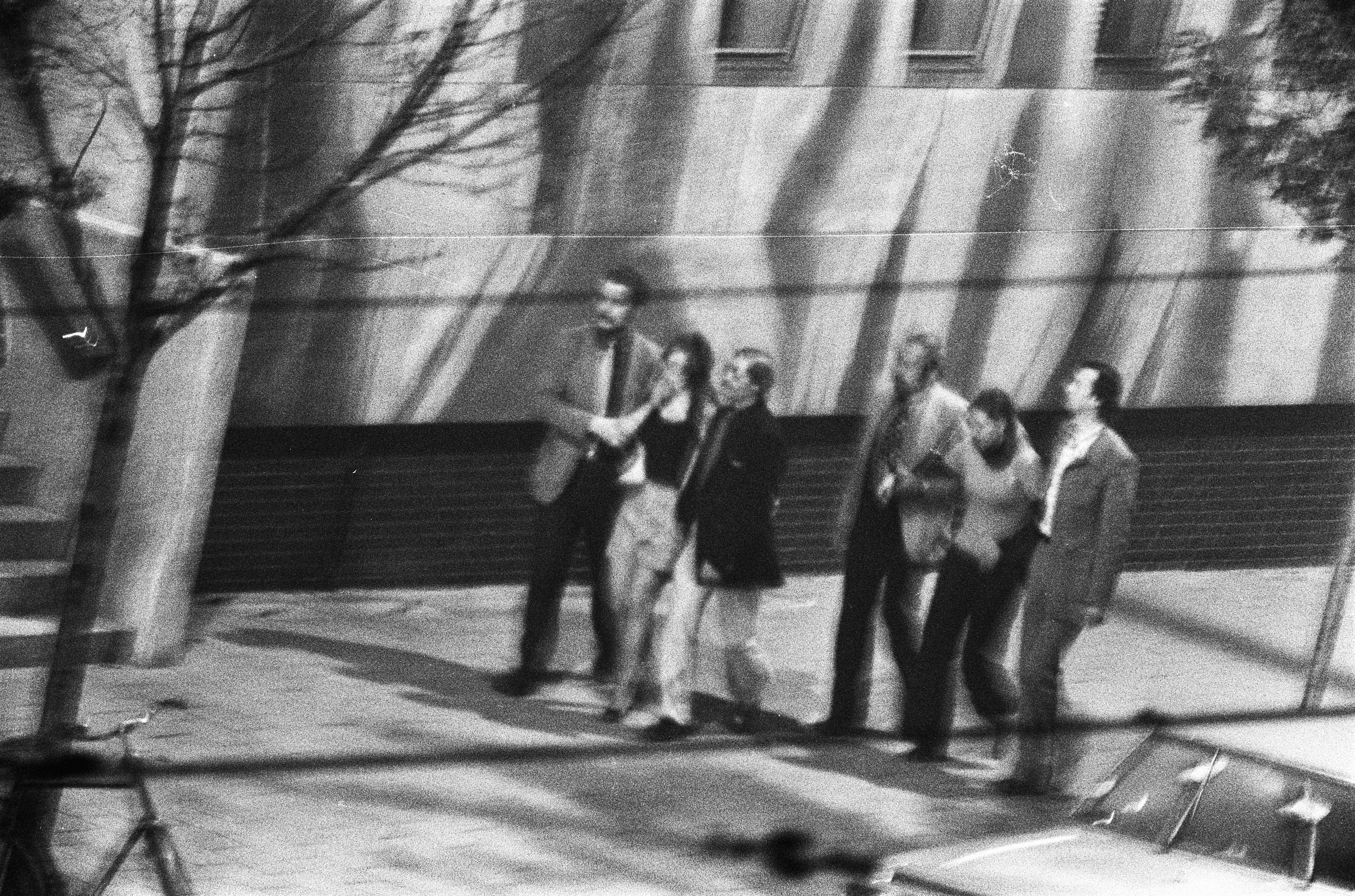
Twee secretaresses worden vrijgelaten en ondersteund door politieagenten

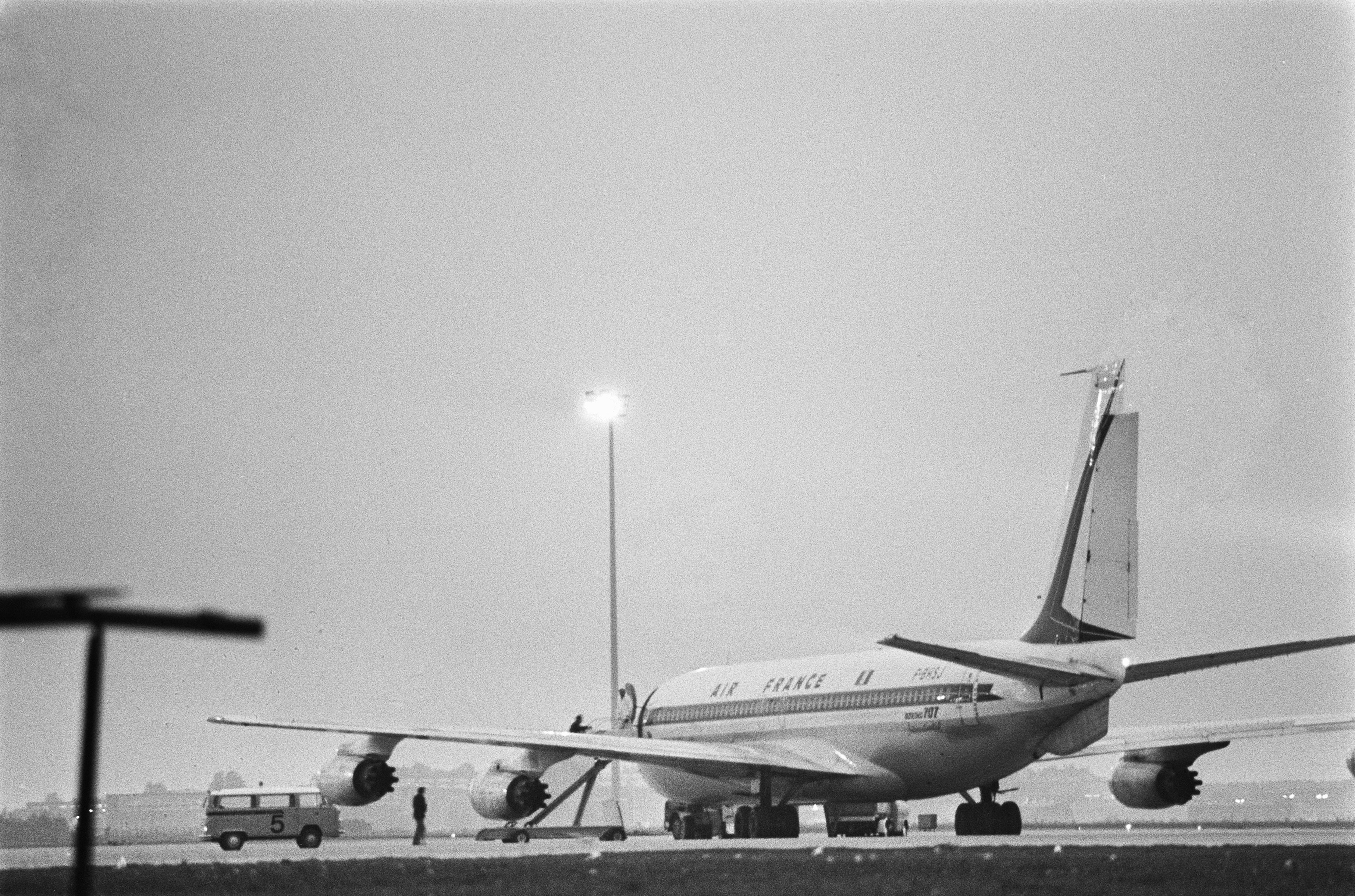
De Boeing-707 op Schiphol

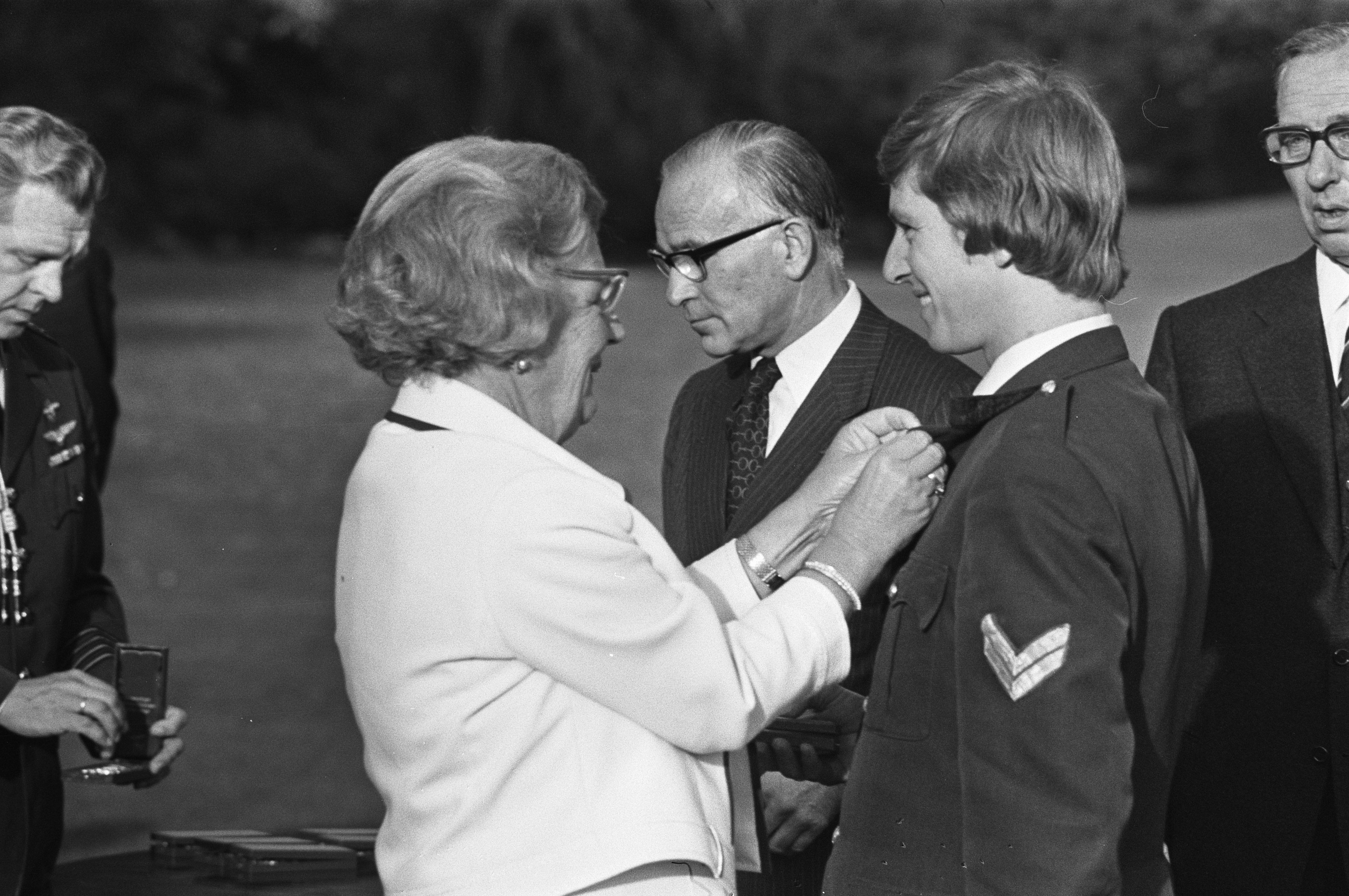
Koningin Juliana decoreert een van de verwonde agenten

De gijzeling in de Franse ambassade in Den Haag, die op 13 september 1974 begon en waarbij personeel van de Franse missie gedurende vijf dagen werd gegijzeld, onder wie ambassadeur Jacques Senard, was de eerste grote gijzeling in de Nederlandse geschiedenis. De gijzeling liep vier dagen later af op het vliegveld van Damascus, waar de gijzelnemers en hun vrijgeleide, beschikbaar gesteld door de Nederlandse regering, naartoe waren gebracht. De gijzelaars zelf waren al op Schiphol geruild tegen een som losgeld en de vrijgeleide.

## Begin
Op vrijdagmiddag 13 september 1974 vielen drie gewapende personen, Junzō Okudaira (1949, een jongere broer van Tsuyoshi Okudaira (1945-1972), die op 30 mei 1972 een van de aanslagplegers was tijdens het bloedbad op de luchthaven van Lod en daarbij om het leven was gekomen), Haruo Wako (1949) en Jun Nishikawa (1950), de Franse ambassade aan het Korte Voorhout in Den Haag binnen. De drie agenten die op de telefonische melding afkwamen werden bij het betreden van het pand door de indringers beschoten. Twee van hen raakten hierbij gewond. In een reactie verwondde de derde agent een van de gijzelnemers. Vervolgens wisten de drie agenten weg te komen waarna ze direct groot alarm sloegen.
Het contact met een door de Nederlandse regering gevormd crisisteam kwam door de taalbarrière maar moeilijk op gang, daarom werd de secretaris van de Japanse ambassade als tolk ingeschakeld.
De gijzelnemers maakten zich bekend als leden van het Japanse Rode Leger. Deze organisatie, die streefde naar het omverwerpen van de Japanse regering, was berucht om haar gewelddadige acties. Twee jaar eerder had een bloedige actie op de luchthaven Ben-Gurion (Israël) daar al het leven gekost aan 26 mensen.

## Eisen
De gijzelnemers in Den Haag eisten - in ruil voor de vrijlating van de elf gegijzelde ambassademedewerkers - de vrijlating van Yutaka Furuya (ook bekend als Yoshiaki Yamada), die in Frankrijk gevangen zat. Verder wilden ze een volgetankte Franse Boeing 707 met bemanning, een vrijgeleide, en één miljoen dollar. Hun wapens wilden ze mee aan boord kunnen nemen.
De fysieke locatie van de gijzeling verhinderde naar mening van het crisisteam een bestorming. Men koos ervoor te onderhandelen, om zo tijd te winnen. De uitgangspunten hierbij waren dat geen van de gijzelaars het land zou mogen verlaten en dat de terroristen geen wapens in het vliegtuig mochten meenemen.
Op zondagavond landde de gevraagde Boeing 707 op de luchthaven Schiphol. De gijzelnemers lieten twee secretaresses vrij en lieten eten brengen voor de overige gijzelaars.
In de nacht van maandag op dinsdag kregen de terroristen het volgende aanbod: alle gijzelaars moesten worden vrijgelaten in ruil voor Furuya, ze kregen een vrijgeleide met de Boeing, en 300 duizend dollar. Van hun wapens mochten alleen twee pistolen mee.

## Vrijgeleide
De Boeing werd door Air France geleverd zonder bemanning. In Nederland vloog alleen Transavia met Boeing 707-vliegtuigen. Door Transavia-directeur John Block werd vlieger Pim Sierks aangezocht als gezagvoerder voor de vlucht met de gijzelnemers. Als copiloot koos Sierks Ruud van der Zwaal, als boordwerktuigkundige Bernie Knight. Omdat de Japanners de beoogde bestemming niet wilden noemen, maar Sierks die wel nodig had voor een veilige vluchtvoorbereiding, werd afgesproken dat hij de gijzelnemers in de ambassade zou bezoeken, waarbij hij zijn erewoord gaf de bestemming aan niemand door te vertellen in ruil voor de toezegging dat hem en zijn bemanning niets zou overkomen. De gijzelnemers bleken naar Aden (Zuid-Jemen) te willen vliegen.
Op dinsdagavond vertrokken de gijzelnemers met gijzelaars vanuit Den Haag naar Schiphol. Van de daartoe door Justitie geleverde personenbus, bestuurd door Paul Meijers van de Rijkspolitie, vernielden ze bij het instappen meteen alle ramen, uit vrees voor een aanval met gas. De overdracht van de gijzelaars vond zonder ongeregeldheden plaats. De gijzelnemers legden hun wapens, op twee revolvers na, op het platform. De Egyptische ambassadeur was aanwezig als bemiddelaar. De vliegtuigbemanning werd tegen de vijf gijzelaars geruild. Als laatste werd de Franse ambassadeur Jacques Senard uitgewisseld tegen Furuya. Furuya kreeg conform de afspraak een koffertje mee met documenten en dollars.

## Afloop in Damascus
Woensdagochtend 18 september 1974 vroeg vertrok de Boeing 707 van Schiphol met bestemming Aden. De gijzelnemers hadden erop gerekend hier toegang te zullen krijgen. Niets was echter minder waar. De Boeing 707 mocht er landen om bij te tanken, maar moest zo snel mogelijk weer vertrekken. Als resultaat van diplomatieke onderhandelingen op de achtergrond kon het toestel naar Damascus, waar de gijzelnemers toegelaten zouden worden mits ze ongewapend naar buiten zouden komen. Deze dachten zelf nog aan Beiroet, maar accepteerden uiteindelijk Damascus. Wapens en geld leverden ze voor het verlaten van het toestel bij de bemanning in, die het geld weer overdroeg aan de Franse ambassadeur in Damascus.
De drie gijzelnemers pleegden later meer misdaden voor het Japanse Rode Leger. Wako en Nishikawa werden uiteindelijk opgepakt en uitgeleverd aan Japan, waar ze beiden een levenslange gevangenisstraf uitzitten. Junzō Okudaira is officieel nog steeds voortvluchtig en wordt ook als hoofdverdachte beschouwd van de bomaanslag in Napels op 14 april 1988 op een lokale vestiging van een club van de United Service Organizations, waarbij vijf mensen gedood werden en vijftien anderen gewond raakten. De regering van de Verenigde Staten heeft via het Rewards for Justice Program een beloning van 5 miljoen dollar uitgeloofd voor informatie die tot de aanhouding van Okudaira zal leiden.
Wako en Nishikawa verklaarden dat Fusako Shigenobu (1945), een van de oprichters en de leider van het Japanse Rode Leger de opdrachtgever van deze gijzeling was. Shigenobu werd in maart 2006 door een rechtbank in Tokio tot 20 jaar gevangenisstraf veroordeeld, onder andere voor deze gijzeling, waarvan zij echter tijdens haar proces beweerde niets te hebben geweten. Shigenobu werd op 28 mei 2022, na 16 jaar van haar straf te hebben uitgezeten, vrijgelaten uit de gevangenis van Tokio.

## Verband met gelijktijdige aanslag in Parijs
In 1979 zou de coördinatie van de actie achteraf worden geclaimd door Carlos de Jakhals. Op 15 september 1974 was er een handgranaat geworpen in een café in de wijk Saint-Germain-des-Prés in Parijs. Deze aanval doodde twee mensen en verwondde er 34, waaronder twee kinderen. Deze aanval zou zijn gekoppeld aan de gijzelingsactie in Den Haag die op dat moment nog gaande was. Deze bekentenis zou zijn gedaan door Carlos in een interview met een Arabisch tijdschrift in 1979, maar werd later door hem tegengesproken.

## Trivia
- De dag dat de gijzeling ten einde kwam, 17 september, was Prinsjesdag. Vanwege de gijzelingssituatie werd de dag versoberd en kwam de traditionele rijtoer in de Gouden Koets te vervallen. Minister Van der Stoel ontbrak tijdens de troonrede om de situatie te coördineren.
- Koningin Juliana onderscheidde zeventien mensen voor hun werkzaamheden tijdens de gijzeling: de Egyptische ambassadeur en drie Egyptische diplomaten, de drie bemanningsleden van de Boeing, de drie politieagenten die als eerste ter plaatse waren, drie andere politieagenten en de ministers Den Uyl, Van der Stoel, De Gaay Fortman en Van Agt.[2]
- De gebruikte Boeing was de Chateau de Chaumont, met registratie 'F-BHSJ'.